# Hà Tây (provincie)
Hà Tây (uitspraak: [hɐː21 tɜj33]) is een voormalige provincie van Vietnam. De hoofdplaats was Hà Đông. De provincie heeft bestaan tot 2008 en is toen samengevoegd met Hanoi.

## Districten
- Son Tay (stad)
- Ba Vì, Phuc Tho, Dan Phuong, Thach That, Hoai Duc, Quoc Oai, Chuong My, Thanh Oai, Thuong Tin, Mỹ Đức, Ung Hoa en Phu Xuyen